# مجرش (الحيمة الداخلية)

تعديل مصدري - تعديل

مجرش هي إحدى قرى عزلة بلاد القبائل بمديرية الحيمة الداخلية التابعة لمحافظة صنعاء، بلغ تعداد سكانها 227 نسمة حسب تعداد اليمن لعام 2004.